# Ангилеев, Владимир Иванович
Влади́мир Ива́нович Ангиле́ев (12 [24] октября 1878 — 17 мая 1951) — полковник 124-го пехотного Воронежского полка, герой Первой мировой войны. Участник Белого движения, генерал-майор. Впоследствии — коллаборационист во Второй мировой войне.

## Биография
Православный. Среднее образование получил в Бакинском реальном училище.
В 1899 году окончил Тифлисское пехотное юнкерское училище по 2-му разряду, откуда выпущен был подпрапорщиком в 155-й пехотный Кубинский полк. Произведен в подпоручики 1 марта 1900 года, в поручики — 10 ноября 1904 года.
С началом Русско-японской войны был переведен в 124-й пехотный Воронежский полк, состоял при штабе генерала Мищенко. Был ранен, за боевые отличия награждён несколькими орденами, в том числе орденом Св. Анны 4-й степени с надписью «за храбрость». 21 мая 1907 года переведен в Отдельный корпус пограничной стражи, служил в Бакинской пограничной бригаде. Произведен в штабс-ротмистры 13 апреля 1908 года, в ротмистры — в 1912 году. 11 декабря 1912 года переведен в ведомство Министерства внутренних дел с переименованием в капитаны, состоял приставом 5-го участка Бакинского полициймейстерства.
С началом Первой мировой войны, 23 августа 1914 года переведен в 124-й пехотный Воронежский полк. Удостоен ордена Св. Георгия 4-й степени
За то, что в бою 8 декабря 1914 года к югу от д. Ковалева и Ионины, командуя ротой, разведал расположение неприятельских батарей и, двинувшись вперед в направлении на одну из батарей, выбил противника из лежавших впереди окопов, после чего, не останавливаясь, под сильным артиллерийским огнем двух орудий этой батареи, продолжал наступать, открыл частый ружейный огонь по прислуге, а сам с 15-ю нижними чинами бросился к батарее, лично вынул замки из 3-х орудий и, оставив караул при орудиях, продолжал дальнейшее наступление, причём захватил в плен 40 нижних чинов.
Произведен в подполковники 10 июля 1915 года «за отличия в делах против неприятеля». 2 февраля 1917 года произведен в полковники, а 1 июня того же года назначен командиром 124-го пехотного Воронежского полка.
В 1918 году присоединился к Добровольческой армии, затем — в Вооруженных силах Юга России и Русской армии Врангеля. Летом 1920 года был тяжело ранен в Северной Таврии, находясь в составе 1-го корпуса. Был произведен в генерал-майоры. В Галлиполи — в составе Алексеевского полка, в 1921 году — в Болгарии.
В годы Второй мировой войны служил в Русском корпусе, воевавшем на стороне нацистской Германии, на Балканах. 7 сентября 1942 года назначен командиром 7-й роты 3-го полка (в чине гауптмана), 17 августа 1943 года — командиром штабной роты того же полка. После окончания Второй мировой войны жил в Германии. В 1948 году был избран председателем Союза Георгиевских кавалеров, а в 1949 году — председателем Союза русских увечных воинов.

В. И. Ангилеев в 1951 году. Фотография с карточки «Ди-Пи».

Скончался в 1951 году в Дорнштадте. Похоронен на местном кладбище. Был женат.

## Награды
- Орден Святой Анны 3-й ст. (ВП 16.04.1906)
- Орден Святой Анны 4-й ст. с надписью «за храбрость» (ВП 16.04.1906)
- Орден Святого Станислава 3-й ст. (ВП 16.04.1906)
- Орден Святого Станислава 2-й ст. с мечами (ВП 30.03.1907)
- Орден Святого Владимира 4-й ст. с мечами и бантом (ВП 12.06.1915)
- Орден Святого Георгия 4-й ст. (ВП 23.09.1915)
- Орден Святой Анны 2-й ст. с мечами (ВП 13.02.1916)
- Высочайшее благоволение «за отличия в делах против неприятеля» (ВП 16.02.1916)